# 文書自動作成
文書自動作成（ぶんしょじどうさくせい）、文書自動化（ぶんしょじどうか）、またはドキュメント・オートメーション (英: document automation)（ドキュメントアセンブリまたは文書管理とも呼ばれる）は、電子文書作成を支援するシステムとワークフローの設計である。これらには、既存のテキストやデータのセグメントを使用して新しい文書を組み立てるロジックベースのシステムが含まれる。このプロセスは、特定の業界内で、法的文書、契約書、および手紙を組み立てるために使用されている。文書自動作成システムを使用して、一連の文書に含まれるすべての条件付きテキスト、可変テキスト、およびデータを自動化することもできる。
自動作成システムにより、企業はデータ入力を最小限に抑え、校正にかかる時間を短縮し、ヒューマンエラーに関連するリスクを軽減できる。その他のメリットには、紙の取り扱い、文書の読み込み、保管、配布、郵便料金/配送、ファックス、電話、労力、廃棄物の削減による時間と経済的な節約が含まれる。

## 文書の組み立て
基本的な機能は、繰り返しの文書の面倒な手動入力を、ユーザーがソフトウェア主導の面接の質問またはデータ入力画面に回答するテンプレートベースのシステムに置き換えることである。収集された情報は、文書に入力され、適切な最初のドラフトを形成する。 今日のより高度な文書自動作成システムにより、ユーザーはプログラミングを必要とせずに独自のデータとルール（ロジック）を作成できる。
文書自動作成ソフトウェアは、主に法務、金融サービス、およびリスク管理業界で使用されるが、トランザクションベースの文書を作成するあらゆる業界で使用できる。文書自動作成ソフトウェアの利用例として、商業用不動産ローン文書を挙げる。典型的な商業用不動産ローンの取引には、次のようないくつかの文書が関係してくる。
- 約束手形
- 環境補償
- 信託証書
- モーゲージ
- 保証

これらの文書の中には、数百のオプションの段落とデータ要素を含む80 - 100ページに上るものもある。文書自動作成ソフトウェアには、トランザクションデータに基づいて正しい文書変数を自動的に入力する機能がある。さらに、一部の文書自動作成ソフトウェアには、関連するすべての文書が1つのファイルにカプセル化された一連の文書を作成する機能があり、更新とコラボレーションを簡単かつ迅速に行うことができる。
習得が容易な単純なソフトウェアアプリケーションを使用して、過度の複雑さを伴わずに文書の準備を自動化することもできる。たとえば、Pathagorasは、プレーンテキストのみを使いフィールドの概念を使わない文書アセンブリシステムを提供する。クリップボードマネージャーを使用すると、ユーザーは頻繁に使用するテキスト部品を保存し、それらを論理グループに整理してから、すばやくアクセスして最終的な文書に貼り付けることができる。